# Europejska Nagroda Muzyczna MTV dla najlepszego norweskiego wykonawcy
Europejska Nagroda Muzyczna MTV dla najlepszego norweskiego wykonawcy – nagroda przyznawana przez redakcję MTV Norwegia podczas corocznego rozdania MTV Europe Music Awards. Nagrodę dla najlepszego norweskiego wykonawcy po raz pierwszy przyznano w 2005 roku. W latach 1998–2004 norwescy artyści nominowani byli w kategorii dla najlepszego nordyckiego wykonawcy. O zwycięstwie decydują widzowie za pomocą głosowania internetowego i telefonicznego (smsowego).

## Laureaci oraz nominowani do nagrody MTV
| Rok  | Laureat              | Nominowani                                                   |
| ---- | -------------------- | ------------------------------------------------------------ |
| 2005 | Turbonegro           | - Ane Brun - Thomas Dybdahl - Marion Raven - Röyksopp        |
| 2006 | Marit Larsen         | - Amulet - Mira Craig - Serena Maneesh - Elvira Nikolaisen   |
| 2007 | El Axel              | - Karpe Diem - Lilyjets - Pleasure - Aleksander With         |
| 2008 | Erik og Kriss        | - Ida Maria - Kakkmaddafakka - Karpe Diem - Madcon           |
| 2009 | Yoga Fire            | - Donkeyboy - Maria Mena - Paperboys - Röyksopp              |
| 2010 | Karpe Diem           | - Lars Vaular - Casiokids - Susanne Sundfør - Tommy Tee      |
| 2011 | Eva & the Heartmaker | - Erik og Kriss - Jaa9 & OnklP - Jarle Bernhoft - Madcon     |
| 2012 | Erik og Kriss        | - Donkeyboy - Madcon - Karpe Diem - Sirkus Eliasson          |
| 2013 | Admiral P            | - Envy - Madcon - Maria Mena - Truls                         |
| 2014 | Adelén               | - Nico & Vinz - Martin Tungevaag - Anders Nilsen - Donkeyboy |
| 2015 | Astrid S             | - Donkeyboy - Kygo - Madcon - Sandra Lyng                    |
| 2016 | Alan Walker          | - Astrid S - Aurora - Julie Bergan - Kygo                    |
| 2017 | Alan Walker          | - Astrid S - Gabrielle - Kygo - Seeb                         |
| 2018 | Alan Walker          | - Kygo - Astrid S - Sigrid - Tungevaag & Raaban              |
| 2019 | Sigrid               | - Alan Walker - Astrid S - Kygo - Ruben                      |